# ハトゥン
ハトゥン（Khatun、モンゴル語: Хатан、中国語: 可敦）は、中央ユーラシアにおいて主に遊牧国家の君主の后妃が名のる称号。同じく中央ユーラシアの遊牧国家の君主が用いるハーンの女性形に当たる。

## 概要
語の起源はカガンと同様に、鮮卑・突厥時代にまで遡る。古くはカガトゥン（可賀敦）とも表記されていた。
しかし、オルホン碑文に書かれた突厥文字ではqatunと記されているため、カガン(qaγan)がハーン(khaan)に変化したのと同様に、カガトゥン(qaγatun)がカアトゥン(qa'atun)に変化し、さらにカトゥン(qatun)からハトゥン(khatun)へと変化したものと見られる。
モンゴル帝国時代には「ハトゥン」という形式が固定し、東方漢文史料圏では合屯／合敦、西方イスラーム史料圏ではخاتون khātūnと記された。モンゴル帝国がユーラシアの諸地域を征服し統治下に置いた事で、モンゴル帝国の継承政権が成立したユーラシア各地で「ハトゥン」という語は残された。